# Gert Postel
Gert Postel, Bremen, 18 de junio de 1958, es un impostor alemán, principalmente conocido por postular exitosamente a puestos importantes como médico y obtenerlos fácilmente en varias ocasiones sin haber recibido nunca educación formal en medicina.
Gert Postel asistió a la escuela de enseñanza general básica (Hauptschule), luego fue a una escuela vespertina y finalmente realizó su formación como cartero. El propio Postel manifestó que su madre murió debido a un tratamiento de depresión mal administrado y que él mismo había estado brevemente en un hospital psiquiátrico de menores. A causa de estos sucesos, afirmó haber obtenido la motivación para desenmascarar y humillar a la psiquiatría.

## Biografía

### Infancia y juventud
Postel nació en 1958 siendo el hijo único de un mecánico de automóviles y de una costurera.
 Creció en Stuhr, cerca de Bremen, Terminó la enseñanza básica (Hauptschule) y al complementar más tarde sus estudios en una institución educativa vespertina, terminó la secundaria con Mittlere Reife En 1976 completó su formación como cartero y trabajo en ese oficio hasta agosto de 1977. Postel afirma haber tenido una infancia triste y haber pensado algunas veces en el suicidio. En su adolescencia, se había divertido despistando al periódico regional Weser courier con breves informes falsos. Tras la muerte de su madre en 1979, se habría «descarriado»  En ese mismo año, Postel postuló para capacitarse como asistente judicial presentando un diploma falso de secundaria (un certificado de Abitur) en el Oberlandesgericht de la ciudad de Bremen; al cabo de cuatro meses se reveló el engaño.  El juez se abstuvo de imponer un castigo según la ley que regula la responsabilidad penal de menores y ordenó al acusado que donara 700 marcos alemanes a una organización caritativa.

### Oficial de salud pública en Flensburg

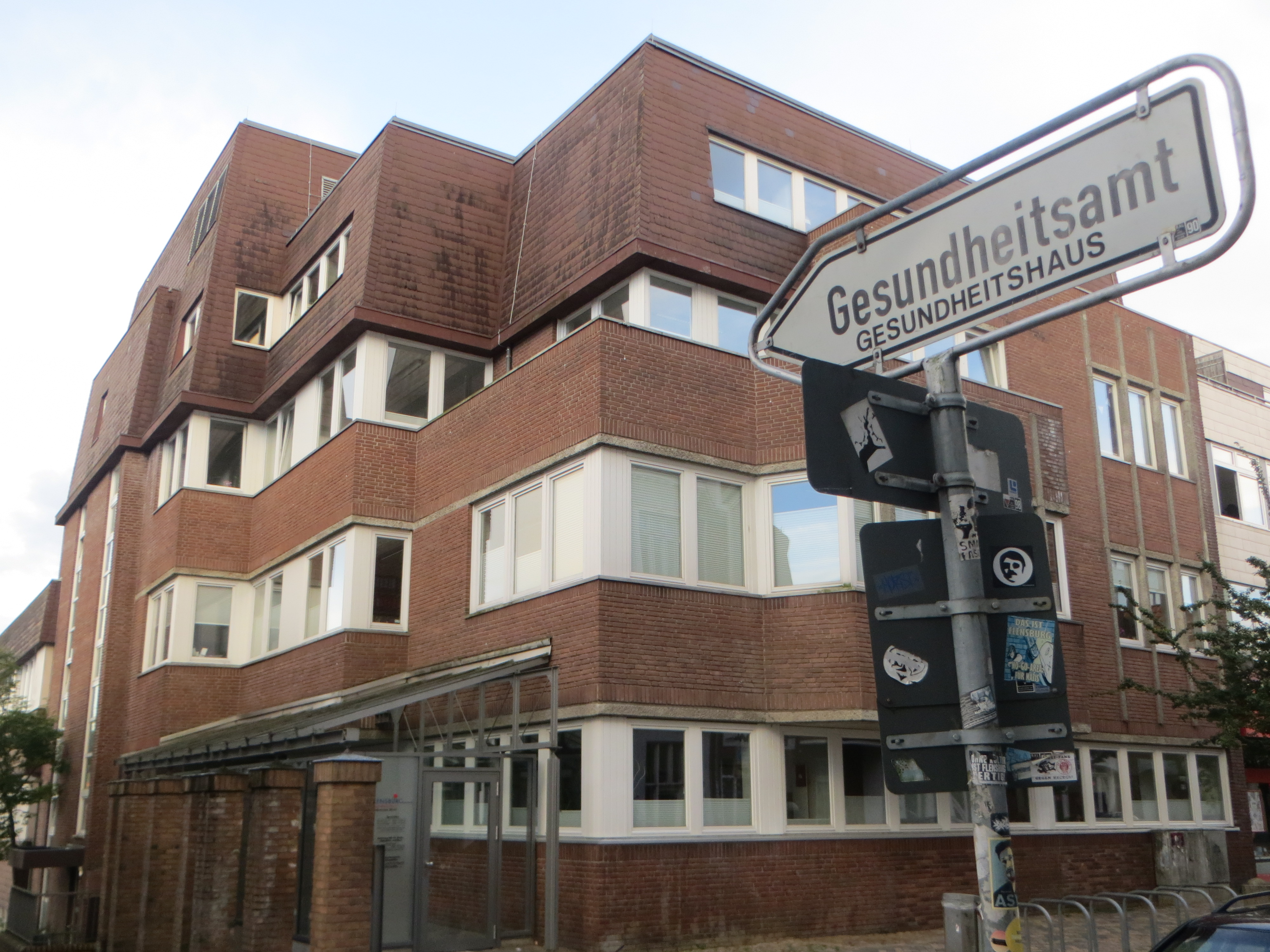
Servicio de Salud Pública de Flensburg (2014)

En septiembre de 1982, Postel postuló exitosamente al puesto de funcionario de salud pública en Flensburg usando el seudónimo de «Dr. Phil. Clemens Bartholdy». Cuando fue consultado por el tema de su tesis doctoral, según informes, respondió: «En Pseudología fantástica utilizando el ejemplo del personaje Félix Krull de la novela homónima de Thomas Mann y las distorsiones inducidas cognitivamente en la formación del juicio estereotipado».
Debido a una coincidencia, se descubrió su verdadera identidad en abril de 1983, por lo que Postel tuvo que dejar su puesto en el servicio público. En 1984, recibió una suspensión de la pena por múltiples casos de falsificación de documentos, asunción no autorizada de títulos académicos y falsificación de certificados de salud  y fue puesto en libertad condicional. Según su propio relato, también durante la década de los ochenta, vivió en pareja con un juez durante 7 años.
Le siguieron otros empleos como médico, por ejemplo, en una clínica privada y como cirujano mayor en el ejército alemán.

### Médico jefe de psiquiatría forense en Zschadraß
Después de estudiar teología por algún tiempo, Postel logró regresar al servicio médico en 1995. Usando su nombre de nacimiento, obtuvo el puesto de médico jefe en una clínica especializada en neurología y psiquiatría en Zschadraß, cerca de Leipzig. Como parte de su trabajo, emitió informes de peritaje psiquiátrico y ofreció conferencias para médicos sin levantar las sospechas de nadie. Por casualidad, un colega lo reconoció el 10 de julio de 1997, forzándolo a esconderse. En ese momento ya se había fijado una cita para una entrevista con Hans Geisler, el entonces Ministro de Estado para Asuntos Sociales, Salud y Familia de Sajonia, con motivo de la designación de Postel para un nombramiento como profesor y para el puesto de jefe de medicina del hospital sajón de psiquiatría y neurología en Arnsdorf, ciudad cercana a Dresde.

### Encarcelamiento
Gert Postel fue arrestado el 12 de mayo de 1998. En 1999, el tribunal estatal de Leipzig lo condenó a cuatro años de cárcel por reincidente impostura y falsificación de documentos. Luego de su libertad condicional en enero de 2001, Postel publicó un relato de sus experiencias, titulado Doktorspiele (Juegos de Doctor). Ideado para poner al desnudo a la institución psiquiátrica, el libro convirtió a Postel en un ídolo dentro del movimiento antipsiquiátrico en Alemania.

### El Irresistible
En 2002, ARD transmitió un docudrama producido por la NDR titulado Der Unwiderstehliche - Die 1000 Lügen des Gert Postel (El irresistible: Las mil mentiras de Gert Postel), dirigido por Kai Christiansen. La película presenta tanto escenas recreadas como secuencias de una entrevista con Postel.
En contraste con la postura de amplia simpatía hacia Postel en los medios Alemanes —que hicieron comparaciones con Wilhelm Voigt, el "Capitán de Köpenick"— la película tiene un enfoque mucho más crítico, incluidos temas como el narcisismo. También menciona el presunto acoso de varias mujeres por parte de Postel, incluida una fiscal que investigaba su caso, y la intimidación de una paciente en Zschadraß, a quien, según su propio testimonio, Postel habría amenazado con trasladar a una sala cerrada por cuestionar su método de tratamiento.

## Publicaciones
- Gert Postel: Doktorspiele. Geständnisse eines Hochstaplers. Eichborn, 2001. ISBN 3-8218-3917-1.